# Laniator
Els laniatores (Laniatores) són un subordre d'opiliones amb més de 4.000 espècies descrites a tot el món. La majoria són dependents d'ambients humits, per la qual cosa són endèmics als boscos temperats i tropicals.
Són el subordre que comprèn la major quantitat d'espècies d'opilions, caracteritzant-se per posseir espines i per les seves potes relativament curtes, no més de 5 vegades l'ample del cos.

## Morfologia
El seu cos posseeix una dura cuirassa, amb molts ornaments tals com a tubercles, espines i projeccions. Aquests patrons, al costat dels òrgans reproductors, són els usats a l'hora de reconèixer les espècies. El seu escut dorsal (placa en l'opistosoma o abdomen) consisteix en una sola peça, peltidum, es troba completament fusionat amb l'escut abdominal.
Els pedipalps són grans, prims i espinosos, les espines són dures i resistents. Tenen també en els parells de potes 3º i 4º dues arpes separades o en branca.
L'ovopositor és curt, i no segmentat, similar al de Dyspnoi. El penis és complex i molt esclerotizat, posseint en alguns casos un múscul penial, encara que la majoria dels casos manquen d'est funcionant per la pressió de l'hemolimfa.

## Taxonomia
- Infraordre "Insidiatores" Loman, 1900
  - Superfamília Travunioidea Absolon & Kratochvil, 1932
  - Superfamília Triaenonychoidea Sørensen, 1886
- Infraordre Grassatores Kury, 2002
  - Superfamília Epedanoidea Sørensen, 1886
  - Superfamília Phalangodoidea Simon, 1879
  - Superfamília Samooidea Sørensen, 1886
  - Superfamília Zalmoxoidea Sørensen, 1886
  - Superfamília Gonyleptoidea Sundevall, 1833